# Festival y Fiesta Nacional de la Leche y la Carne
El Festival y Fiesta Nacional de la Leche y la Carne es un evento musical y cultural de Chile realizado en la ciudad de Osorno, Región de Los Lagos, el cual reúne a artistas del ámbito nacional e internacional. Realizado en el mes de enero, es una de las principales atracciones turísticas de Osorno durante la temporada estival.

## Historia
El Festival y Fiesta Nacional de la Leche y la Carne se realiza desde 2006 en el mes de enero, con el objetivo de dar a conocer y reforzar la identidad de la ciudad de Osorno y potenciar su identificación con el eslogan de «La Patria de la Leche y Tierra de la Carne» de Chile. Entre el 2006 y el 2011 se realizó en el Gimnasio Monumental María Gallardo, ubicado en el complejo de la Villa Olímpica de Osorno, y desde el año 2012 se realiza en el  Estadio Rubén Marcos ( Parque Schott). 

## Descripción
El evento reúne a grandes artistas musicales, no tan solo del ámbito local, sino también del ámbito nacional e internacional. Tuvo como su primer animador al cantante José Alfredo Fuentes, posteriormente en el 2008 fue animado por Leo Caprile, quien condujo este certamen hasta el 2014. Desde el 2015 el festival es animado por el conductor de televisión Eduardo Fuentes. Con el tiempo se ha ganado la reputación como el festival más grande del sur de Chile,[cita requerida]
Además de su variada oferta musical, el festival se distingue por ofrecer numerosas actividades recreativas pensadas para turistas y visitantes de la zona, consolidándose como uno de los eventos turísticos más importantes de la provincia.

## Actividades
Las actividades del festival se dividen en dos eventos principales:
- Como festival, el evento tiene numerosos shows, los cuales cuentan con la presencia de grandes invitados de ámbitos musicales, como también de ámbitos humorísticos. Y como todo festival chileno, también están las competencias para autores y compositores de canciones de raíz folclórica chilena.

- Como fiesta, el evento cuenta con innumerables actividades culturales y recreativas como son  una "muestra gastronómica" con una gran competencia de "asado al palo" en la que participarán comunidades campesinas de toda la provincia, una "exposición artesanal",  y la elección de la "Reina del festival". Posteriormente luego del final del festival, se da inicio a las "olímpiadas rurales".:v "julio"

## Artistas invitados
El Festival ha contado con artistas nacionales de diversos estilos musicales, tales como:
- Chancho en Piedra
- Los Bunkers
- Luis Jara
- Los Vásquez
- Myriam Hernández
- Eyci and Cody
- Natalino
- Tito Fernández
- Los Jaivas
- Chico Trujillo
- DJ Méndez
- Patrece Mustafa
- Camila Gallardo

Entre otros. Al igual que artistas internacionales, como lo son
- Álex Ubago
- Amaia Montero
- Luis Fonsi
- José Feliciano
- Noel Schajris
- Los Auténticos Decadentes
- Damas Gratis
- Axel
- Julieta Venegas
- Reik

Y también a humoristas reconocidos, como:
- Che Copete
- Dinamita Show
- Óscar Gangas
- Álvaro Salas
- Bombo Fica
- Los Atletas de la Risa
- Kramer
- Cebolla y Bodoque
- Jorge Alís

#### Animadores
| Evento | Evento | Animador                            |
| ------ | ------ | ----------------------------------- |
| I      | 2006   | José Alfredo Fuentes                |
| II     | 2007   | José Alfredo Fuentes                |
| III    | 2008   | Leo Caprile                         |
| IV     | 2009   | Leo Caprile                         |
| V      | 2010   | Leo Caprile                         |
| VI     | 2011   | Leo Caprile                         |
| VII    | 2012   | Leo Caprile                         |
| VIII   | 2013   | Leo Caprile                         |
| IX     | 2014   | Leo Caprile                         |
| X      | 2015   | Eduardo Fuentes                     |
| XI     | 2016   | Jose Luis Rodríguez y Vanesa Borghi |
| XII    | 2017   | Rafael Araneda                      |
| XIII   | 2018   | Rafael Araneda y Carolina de Moras  |
| XIV    | 2019   | Karen Doggenweiler y Rafael Araneda |

## Reinas
En el evento es elegida una reina. Algunas de las galardonas han sido Nicole Moreno en 2009, Sandra Bustamante en 2013, Camila Recabarren en 2014, Bárbara Vargas en 2016.